# Distrito de Katmandú
Distrito de Katmandú (en nepalí: काठमाडौं जिल्ला) es un distrito ubicado en el valle de Katmandú, provincia de Bagmati de Nepal. Es uno de los 77 distritos de Nepal, tiene una superficie de 413,69 km² (159,7 mi²), y es el distrito más densamente poblado de Nepal con 1.081.845 habitantes en 2001, 1.744.240 en 2011 y 2.017.532 en 2021. La sede administrativa del distrito de Katmandú se encuentra en Katmandú. La ciudad tiene 21 oficinas de correos que manejan correo de todo el país y más allá, y Katmandú DPO tiene 44.600 como código postal para servicios de entrega de correo internacional como UPS o DHL Couriers, etc.

## Geografía
El distrito de Katmandú es uno de los tres distritos ubicados en el valle de Katmandú, que a su vez está ubicado en las colinas de la provincia de Bagmati. El distrito está ubicado desde 27°27 ′ E a 27°49 ′ E de longitud y 85°10 ′ N a 85°32 ′ N de latitud.
- Este: distrito de Bhaktapur y distrito de Kavrepalanchok
- Oeste: distrito de Dhading y distrito de Nuwakot
- Norte: distrito de Nuwakot y distrito de Sindhupalchok
- Sur: distrito de Lalitpur y distrito de Makwanpur

La altitud del distrito oscila entre 1262 m (4140,4 pies) a 2732 m (8963,3 pies) sobre el nivel del mar.

## Demografía
En el momento del censo de Nepal de 2011, el distrito de Katmandú tenía una población de 1.744.240 habitantes, de los cuales 913.001 eran hombres y 831.239 mujeres en 436.355 hogares. El tamaño medio de la familia era de 4,6 en 2001 y de 4,0 en 2011.

### Localidades
Municipalidades
- Budanilkantha
- Chandragiri
- Daxinkali, también citado Dakshinkali
- Gokarneswor
- Kageshwari Manohara
- Kirtipur
- Nagarjun
- Shankharapur
- Tarakeshwar
- Tokha

Pueblos
- Aalapot
- Baad Bhanjyang
- Bajrayogini
- Balambu
- Baluwa
- Bhadrabas
- Bhimdhunga
- Chalnakhel
- Chapali Bhadrakali
- Chhaimale
- Chunikhel
- Daanchhi
- Dahachok
- Dhapasi
- Dharmasthali
- Futung	(Phutung)
- Gagalphedi
- Goldhunga
- Gonggabu
- Gothatar
- Ichang Narayan
- Indrayani
- Jhor Mahankal
- Jitpurphedi
- Jorpati
- Kabhresthali
- Kapan
- Khadka Bhadrakali
- Lapsiphedi
- Machhegaun
- Mahadevathan
- Mahankal
- Manmaiju
- Matatirtha
- Mulpani
- Naglebhare
- Naikap Naya Bhanjyang
- Naikap Purano Bhanjyang
- Nayapati
- Pukhulachhi
- Ramkot
- Sangla
- Satungal
- Setidevi
- Seuchatar
- Sheshnarayan
- Sitapaila
- Sundarijal
- Suntol
- Talkududechour
- Thankot
- Tinthana
- Tokha Chandeswori
- Tokha Sarswoti